# Richard Porson
Pour les articles homonymes, voir Porson.
Richard Porson est un helléniste, philologue et critique anglais, né à East-Ruston, comté de Norfolk, le 25 décembre 1759, mort le 25 septembre 1808. 

## Biographie
Il fait ses études à Eton et part ensuite à l’université de Cambridge, où il devient fellow (1782), puis professeur de grec (1790), énonçant notamment la loi de métrique antique qui sera appelée loi de Porson ; mais il doit renoncer à son bénéfice et à sa chaire, parce qu’il refuse de signer les 39 articles, qui sont le symbole de l’Église anglaise. 
Il devient plus tard bibliothécaire en chef de la Royal Institution de Londres. Son savoir étendu, la sûreté de sa critique et sa prodigieuse mémoire rendent d’autant plus regrettable qu’une malheureuse passion pour la boisson, qui ne fait que croître avec l’âge, ait détruit prématurément les forces de son corps et celles de son esprit et ait nui à son activité littéraire.

## Œuvres
On estime surtout, parmi ses travaux, son édition d’Eschyle (Glasgow, 1795 ; Londres, 1806, 2 vol.) et ses excellentes traductions de quatre tragédies d’Euripide, savoir : Hécube, Oreste, les Phéniciennes et Médée (Cambridge, 1795).  
Il contribue aussi à la belle édition d’Homère, qui est publiée aux frais des frères Grenville (Oxford, 1800, 4 vol.), dont il revoit le texte et dans laquelle il introduit les variantes de l’Odyssée, que Harley a laissées en manuscrit et que Schœfer a reproduites dans son édition portative de l’Odyssée (Leipzig, 1810). 
Porson fournit, en outre, un grand nombre d’articles au Morning Chronicle, dont son beau-père, Perry, était rédacteur. Ce ne fut qu’après sa mort que furent publiés plusieurs de ses ouvrages, notamment ses Adversaria (Londres, 1812) ; ses Opuscules (Londres, 1815) ; ses Notæ in Aristophanem (Cambridge, 1820) et ses Annotata ad Pausaniam, que Gaisford inséra dans ses Lectiones Platoniae (Oxford, 1820). La Vie de Richard Porson a été publiée par Watson (Londres, 1861).

## Source
« Richard Porson », dans Pierre Larousse, Grand dictionnaire universel du XIXe siècle, Paris, Administration du grand dictionnaire universel, 15 vol., 1863-1890 [détail des éditions].